# West Side Highway

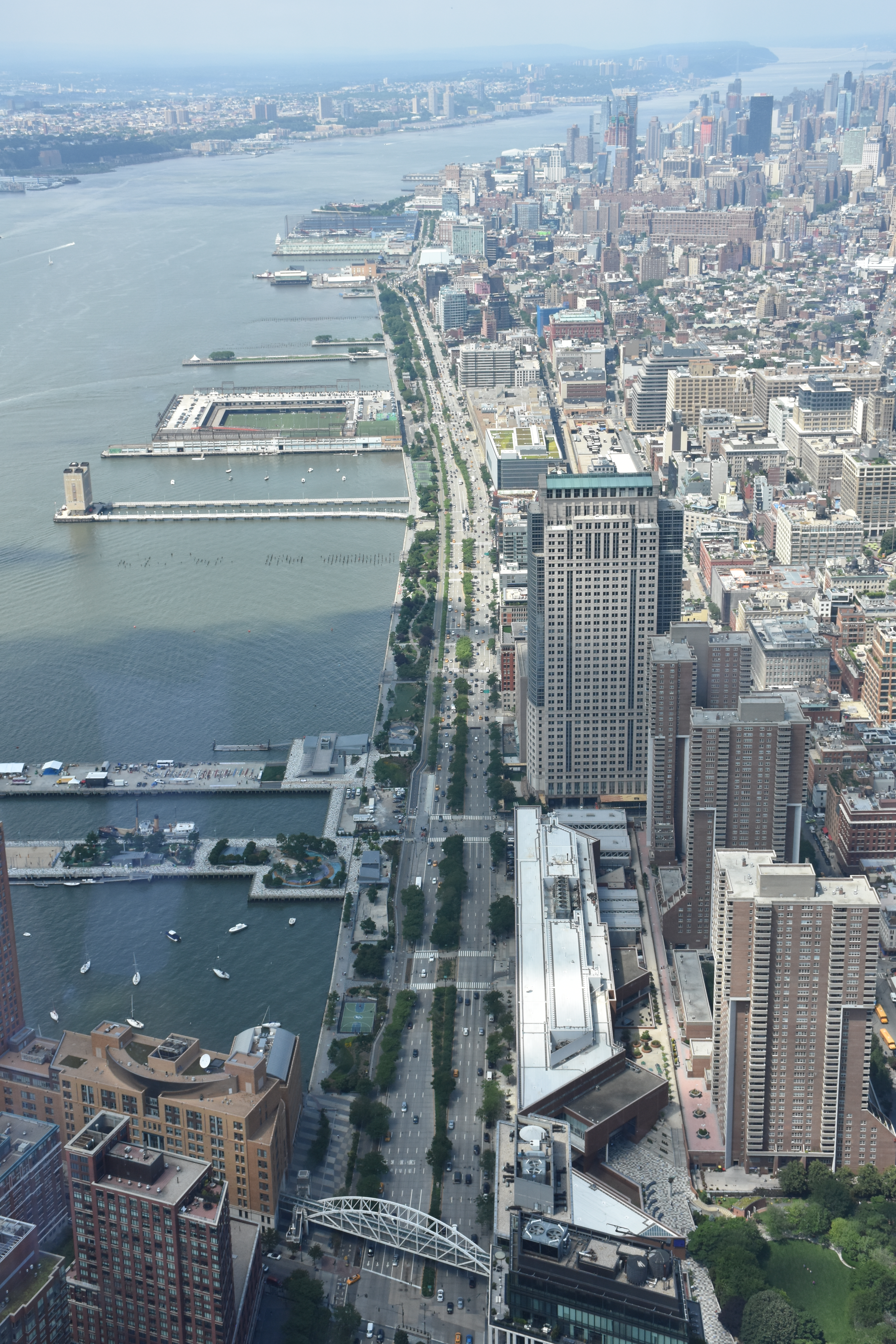
Blick vom One World Trade Center nach Norden

Der West Side Highway, eigentlich Joe DiMaggio Highway, ist ein 8,72 km (5,42 Meilen) langer Abschnitt der New York State Route 9A (NY 9A) auf der West Side des Stadtbezirks Manhattan in New York City, USA. Der Highway verläuft von der West 72nd Street (Upper West Side) entlang des Hudson River bis zur Südspitze von Manhattan und mündet dort in den Tunnel Battery Park Underpass, der eine Verbindung zum FDR Drive bildet. Richtung Norden geht der West Side Highway auf Höhe der West 72nd Street in den Henry Hudson Parkway über.

## Geschichte
Der West Side Highway ersetzt die zwischen 1929 und 1951 gebaute Hochstraße „West Side Elevated Highway“, die 1973 geschlossen und 1989 abgerissen wurde. Der neue Highway wurde 2001 fertiggestellt, musste aber nach den Anschlägen vom 11. September 2001 im Bereich des World Trade Centers wieder neu aufgebaut werden, da der Einsturz der Zwillingstürme den Highway schwer beschädigte. Der West Side Highway nutzt die Straßen, die vor dem Bau der einstigen Hochstraße existierten: West Street, Eleventh Avenue und Twelfth Avenue. Die Eleventh Avenue wird nördlich der 22nd Street zu einer separaten Straße.

## Abschnitte

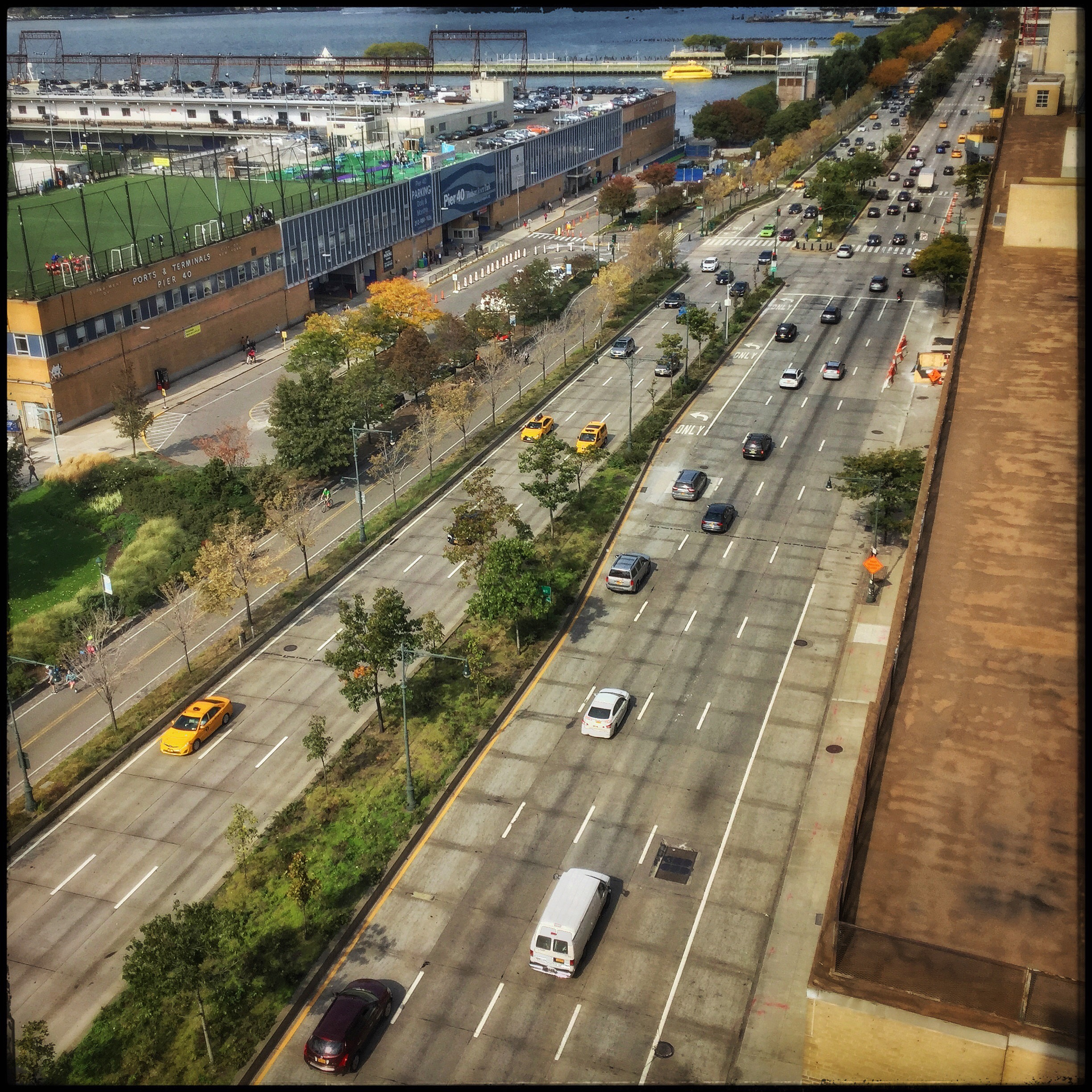
West Street bei Pier 40, West Village

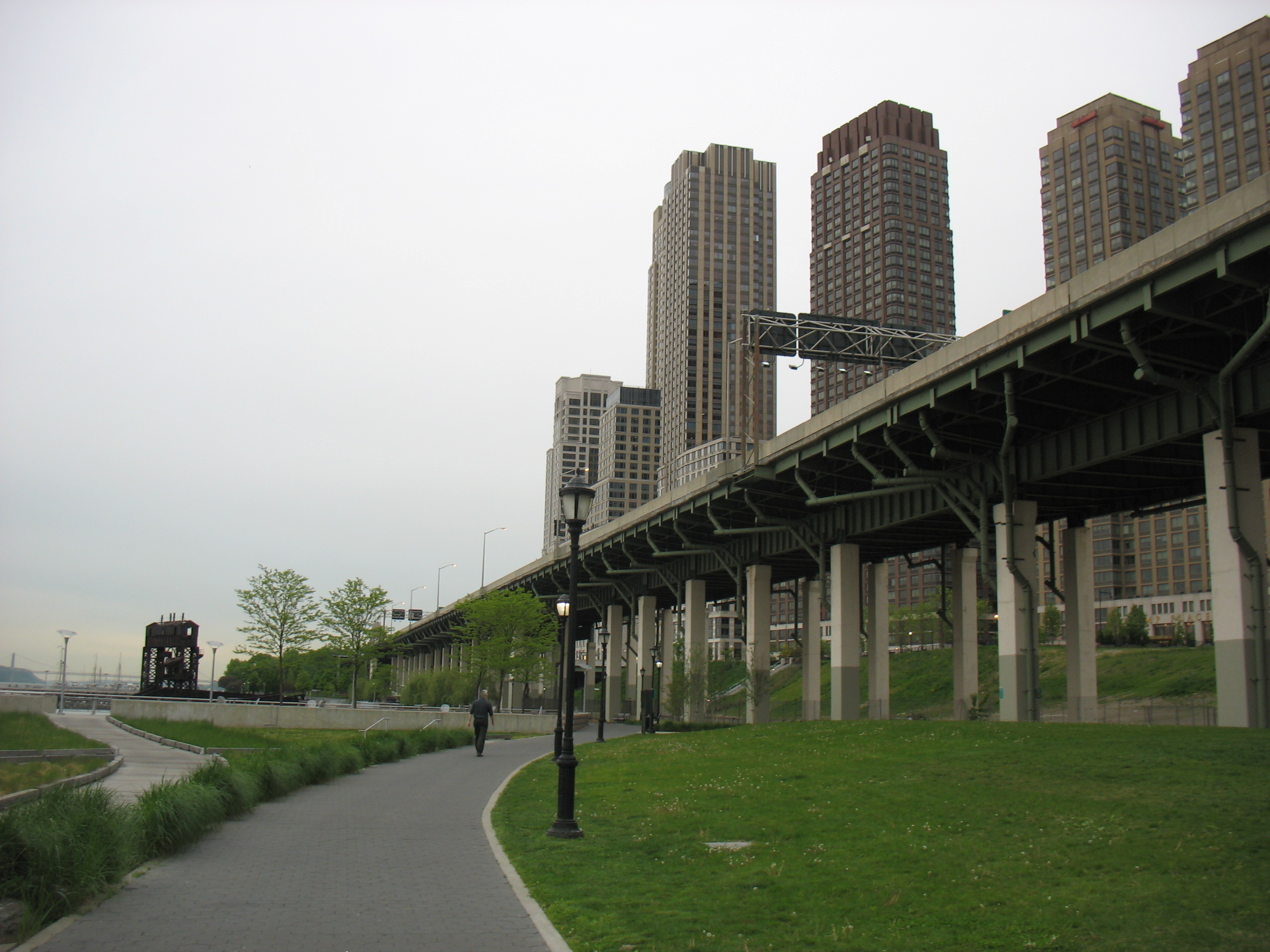
Twelfth Avenue über den Riverside Park South, Upper West Side

Der West Side Highway ist namentlich in drei Abschnitte unterteilt.

### West Street
Der West Side Highway beginnt als West Street an der Südspitze Manhattans am Battery Park an der Mündung des Tunnels Battery Park Underpass, durch den eine Verbindung zum Franklin D. Roosevelt East River Drive (FDR Drive) besteht. Wenige Meter weiter Richtung Norden befindet sich nahe dem Wolkenkratzer 50 West Street die Abzweigung zum Brooklyn-Battery Tunnel (offiziell Hugh L. Carey Tunnel, Interstate 478) nach Brooklyn. Die West Street verläuft weiter vorbei am World Trade Center, dem Bürokomplex Brookfield Place und der 200 West Street (Goldman Sachs New World Headquarters). Kreuzungspunkte sind hier unter anderem die Liberty Street, die Vesey Street und die Chambers Street. Der Highway führt anschließend Richtung Norden vorbei an der 388 Greenwich Street und zahlreichen Piers entlang des Hudson River durch die Stadtteile Tribeca, Hudson Square und Greenwich Village bis zur Gansevoort Street im Meatpacking District. Dort wird sie zur Eleventh Avenue.

### Eleventh Avenue
Die Eleventh Avenue beginnt im Meatpacking District auf Höhe der Kreuzung Tenth Avenue/Gansevoort Street. Der Highway führt mit diesem Namen auf einem relativ kurzen Abschnitt von etwa einem Kilometer vorbei an Little Island und den Chelsea Piers durch den Stadtteil Chelsea bis zur West 22nd Street, wo der West Side Highway von der Eleventh Avenue auf die Twelfth Avenue abzweigt. Die Eleventh Aveneue verläuft dann parallel zum Highway weiter als normale Avenue vorbei an Hudson Yards, Javits Center und dem DeWitt Clinton Park bis zur West 59th Street.

### Twelfth Avenue
An der West 22nd Street führt der Highway als Twelfth Avenue weiter. Sie verläuft am Chelsea Waterside Park und westlich des Javits Center zwischen der 34th Street und 38th Street vorbei und dann weiter in den Stadtteil Hell′s Kitchen über den Lincoln Tunnel in der 39th Street. Der West Side Highway passiert anschließend das Intrepid Sea und Air & Space Museum und die Piers 90 bis 94 mit dem großen Manhattan Cruise Terminal für Kreuzfahrtschiffe. Ab der 58th Street verläuft die Twelfth Avenue im Stadtteil Upper West Side als Hochstraße bis zur West 72nd Street und wird danach leicht erhöht als Henry Hudson Parkway weitergeführt.